# 松平一忠
松平 一忠（まつだいら かずただ、生年不詳 - 天文12年10月1日(1543年10月28日)）は、室町時代から戦国時代の武将。長沢松平家の5代目当主。通称源七郎、上野介。

## 略歴
松平勝宗の嫡男として三河国に生まれる。天文12年10月1日に長沢城で死去。法名 玉心。
墓所は妙心寺（愛知県岡崎市岩津） 。

## 系譜
『寛政重修諸家譜』による。
- 父:松平勝宗
- 母:某氏娘
- 弟:松平宗忠（右馬允）

- 正室:某氏娘
  - 長男:松平親広
  - 次男:松平親昌